# Mureils
Mureils è un ex comune francese di 358 abitanti situato nel dipartimento della Drôme della regione dell'Alvernia-Rodano-Alpi.Nel 2022 siè fuso con La-Motte-de-Galaure per formare il comune di Saint-Jean-de-Galaure.

## Società

### Evoluzione demografica
Abitanti censiti